# Rochester (Kentucky)
Rochester é uma cidade localizada no estado americano de Kentucky, no Condado de Butler.

## Demografia
Segundo o censo americano de 2000, a sua população era de 186 habitantes.
Em 2006, foi estimada uma população de 190, um aumento de 4 (2.2%).

## Geografia
De acordo com o United States Census Bureau tem uma área de
1,1 km², dos quais 1,1 km² cobertos por terra e 0,0 km² cobertos por água. Rochester localiza-se a aproximadamente 125 m acima do nível do mar.

## Localidades na vizinhança
O diagrama seguinte representa as localidades num raio de 24 km ao redor de Rochester.